# مایمی مک‌کوی
مایمی مک‌کوی (انگلیسی: Maimie McCoy؛ زادهٔ ۱ نوامبر ۱۹۸۰) هنرپیشه اهل بریتانیا است.
از فیلم‌ها یا برنامه‌های تلویزیونی که او در آن نقش داشته‌است می‌توان به مینوتور و تفنگدارها اشاره کرد.